# Aglossorrhyncha
Aglossorrhyncha je rod orhideja, dio potporodice Epidendroideae, smješten u podtribus Coelogyninae. Postoji 13 vrsta na zapadnopacifičkim otocima, uključujući Bismarckov arhipelag, Vanuatu, Solomonove Otoke, Novu Gvineju, Moluke, Fidži i Karolinsko otočje

## Vrste
1. Aglossorrhyncha aurea Schltr.
2. Aglossorrhyncha biflora J.J.Sm.
3. Aglossorrhyncha bilobula Kores
4. Aglossorrhyncha fruticicola J.J.Sm.
5. Aglossorrhyncha galanthiflora J.J.Sm.
6. Aglossorrhyncha jabiensis J.J.Sm.
7. Aglossorrhyncha lucida Schltr.
8. Aglossorrhyncha micronesiaca Schltr.
9. Aglossorrhyncha peculiaris J.J.Sm.
10. Aglossorrhyncha serrulata Schltr.
11. Aglossorrhyncha stenophylla Schltr.
12. Aglossorrhyncha torricellensis Schltr.
13. Aglossorrhyncha viridis Schltr.